# Shapefile
 (mars 2020).
Le shapefile, ou « fichier de forme » est un format de fichier pour les systèmes d'informations géographiques (SIG). Initialement développé par ESRI pour ses logiciels commerciaux, ce format est désormais devenu un standard de facto, dont les spécifications sont ouvertes, et est utilisé par un grand nombre de logiciels libres (MapServer, Grass, UDig, MapGuide Open Source (en), QGIS, GvSIG, etc.) comme propriétaires (VectorWorks, AutoCAD Map 3D, etc.).

## Contenus
Il contient toute l'information liée à la géométrie des objets décrits, qui peuvent être :
- des points ;
- des lignes ;
- des polygones.

Les points peuvent comporter une mesure M et une élévation Z.

## Formats
Son extension est classiquement SHP, et il est toujours accompagné de deux autres fichiers de même nom et d'extensions :
- .dbf, fichier qui contient les données attributaires relatives aux objets contenus dans le shapefile ;
- .shx, fichier qui stocke l'index de la géométrie.
- .shp, format de la forme ; la géométrie de l'entité elle-même

D'autres fichiers peuvent être également fournis : 
- .sbn et .sbx — index spatial des formes ;
- .fbn et .fbx — index spatial des formes pour les shapefile en lecture seule ;
- .ain et .aih — index des attributs des champs actifs dans une table ou dans une table d'attributs du thème ;
- .prj — information sur le système de coordonnées, utilisant le format WKT(well-known text) ;
- .shp.xml — métadonnées du shapefile ;
- .atx — fichier d'index des attributs pour le fichier dbf, sous la forme <shapefile>.<nom_de_la_colonne>.atx (ArcGIS 8 et suivants) ;
- .ixs — index de géocodage pour les fichiers de formes en lecture/écriture ;
- .mxs — index de géocodage pour les fichiers de formes en lecture/écriture (format ODB) ;
- .cpg — fichier facultatif utilisé pour spécifier la page de code des fichiers .dbf {content-type: text/plain ou x-gis/x-shapefile} ;
- .qix — un index spatial alternatif de quadtree utilisé par les logiciels MapServer et GDAL/OGR {content-type: x-gis/x-shapefile}.

## Limitations
Il existe un certain nombre de limitations quant à l'utilisation de ce format :
- Un shapefile ne peut contenir qu'un seul type de géométrie ;
- Les formes cercle, courbes de Bézier, spline ne sont pas supportées ;
- Les noms d'attributs sont limités à 10 caractères ;
- Le nombre d'attributs est limité à 255 ;
- Les textes sont limités à 254 caractères ;
- La taille des fichiers est limitée (2 Go ou 4 Go, variable selon les implémentations logicielles).
- Pas de support pour UTF-8
- Pas de type de champ "heure" ni "date-heure" (seulement date seule)

## Homonymie
- .shp et .shx sont aussi des fichiers de formes en DAO (respectivement format source et format compilé), mais servent à définir des symboles et glyphes 2D uniquement, admettant des objets géométriques tels que arcs et cercles. Ces fichiers sont aussi utilisés en tant que police vectorielle spécifique. (Autocad 2018)[3]